# Parodia werneri

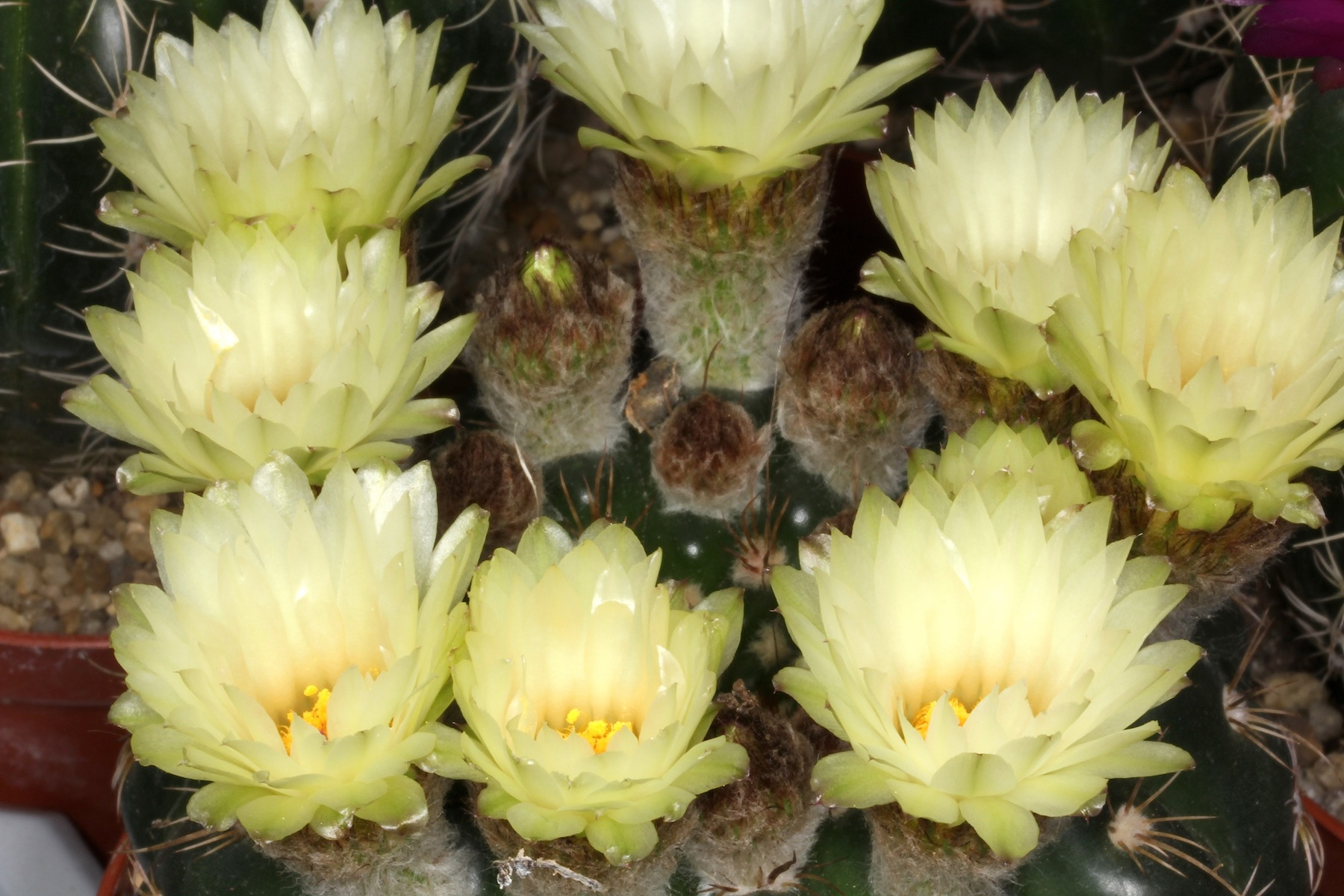
Parodia werneri mit seltener gelber Blüte

Parodia werneri ist eine Pflanzenart aus der Gattung Parodia in der Familie der Kakteengewächse (Cactaceae). Das Artepitheton werneri ehrt den Schweizer Gärtner und Fachmann für brasilianische Kakteen Werner Uebelmann.

## Beschreibung
Parodia werneri wächst meist einzeln oder sprosst manchmal an der Basis und bildet dann kleine Gruppen. Die glänzend dunkelgrünen, abgeflacht kugelförmigen Triebe erreichen Wuchshöhen von bis zu 12 Zentimeter und Durchmesser von 17 Zentimeter. Die elf bis 16 breiten und runden Rippen sind stark kinnartig gehöckert. Die darauf befindlichen großen Areole sind weiß. Mitteldornen sind nicht vorhanden. Die etwa sechs sehr variablen Randdornen liegen an der Trieboberfläche an oder sind wenig abstehend. Sie sind ungleich lang, weiß bis weißlich grau oder gelblich und 1 bis 3 Zentimeter (selten ab 0,5 Zentimeter) lang.
Die kurz trichterförmigen, glänzend pinkfarbenen bis purpurroten oder hellgelben Blüten erreichen Längen von 3,5 bis 4,5 Zentimeter und Durchmesser von 4 bis 7 Zentimeter. Ihr Perikarpell und die Blütenröhre sind mit weißlicher bis bräunlicher Wolle und braunen Borsten besetzt. Die Narben sind dunkelrot. Die roten, flachrunden Früchte sind anfangs vollständig behaart und borstig. Bei Reife sind sie nur noch an der Basis haarig und borstig. Sie weisen Durchmesser von bis zu 1,5 Zentimeter auf. Die Früchte enthalten kleine, mützenförmige, schwarze Samen.

## Verbreitung und Systematik
Parodia werneri ist im brasilianischen Bundesstaat Rio Grande do Sul verbreitet.
Die Erstbeschreibung als Notocactus uebelmannianus durch Albert Frederik Hendrik Buining wurde 1968 veröffentlicht. Andreas Hofacker stellte die Art 1998 in die Gattung Parodia. Dabei vergab er das neue Artepitheton werneri, da Friedrich Ritter 1980 eine Art bereits als Parodia uebelmanniana benannt hatte. Ein nomenklatorisches Synonym ist Ritterocactus uebelmannianus (Buining) Doweld (1999).
Die Unterart Parodia werneri subsp. pleiocephala (N.Gerloff & Königs) Hofacker wird nicht mehr anerkannt.

## Nachweise